# تاندای
تاندای (به ژاپنی: 探題) Tandai) در دوره کاماکورا و دوره موروماچی عبارت مصطلح برای هر یک از مقامات بسیار مهم دولتی، قضایی یا نظامی در یک منطقه مشخص است. در طول دوره کاماکورا نمونه‌هایی از تندای در شرق کشور شیکن و رنشو، در غرب کشور و در روکوهارا تاندای و «چینزای بوگیو»، همچنین «چینزای تندای» نامیده می‌شود.
در طول دوره موروماچی نمونه‌هایی از چینزای بوگیو، همچنین به نام «کیوشو تندای»، اوشو ولایت موتسو «اُوشو تندای»، و ولایت دوا «اوشو تندای» هستند.